# Список ординариев епархии Керри
Список ординариев Керри — список католических ординариев, занимавших кафедру Ардферта и Агэди, или просто Ардферта, затем переименованную в кафедру Керри.
Епархия Рэйт Мэйги была одним из двадцати четырех диоцезов, учреждённых на синоде в Рэтбрисэйле в 1111 году. Она находилась на землях древнеирландского королевства Йармуман, включавшего территорию современного графства Керри и часть графства Корк. Кафеддра епископа вначале находилась в Рэтэссе, близ Трали. В 1117 году она была перенесена в собор в Ардферте. На синоде в Келлс в 1152 году епархия потеряла часть территории, которая отошла к новой епархии Скэттери.
20 декабря 1952 года католическая епархия Адферта была переименована в епархию Керри. Кафедра диоцеза находится при соборе Святой Марии в Килларни. Ныне епархию возглавляет Его преосвященство епископ Рэймонд Браун. Он был номинирован в епископы Керри римским папой Франциском 2 мая 2013 года и хиротонисан в кафедральном соборе диоцеза 21 июля 2013 года.
| Список римско-католических ординариев Ардферта и Агэди | Список римско-католических ординариев Ардферта и Агэди | Список римско-католических ординариев Ардферта и Агэди | Список римско-католических ординариев Ардферта и Агэди |
| С                                                      | До                                                     | Имя                                                    | Примечания |
| ------------------------------------------------------ | ------------------------------------------------------ | ------------------------------------------------------ | --- |
| неизвестно                                             | 1117                                                   | Анмкэд                                                 | Умер на кафедре |
| до 1152                                                | 1161                                                   | Мэл Бринэнн А Ронэн                                    | Номинирован в епископы Керри на синоде в Келлс в 1152 году; умер 21 сентября 1161 |
| неизвестно                                             | 1193                                                   | Домналл O Коннэйрк                                     | Номинирован в епископы Йар Мамхэна (Западного Манстэра); умер на кафедре |
| 1197                                                   | 1207                                                   | Дэвид А Дубдитриб                                      | Номинирован в епископы Йар Мамхэна (Западного Манстэра); избран до 1197; хиротонисан 1200 или 1201; умер на кафедре                                                                                                   |
| неизвестно                                             | около 1217                                             | Неизвестный по имени                                   | Умер на кафедре |
| 1217                                                   | 1224                                                   | Иоанн, O.S.B.                                          | Избран около 1217; хиротонисан до 28 февраля 1218; записан, как епископ-суффраган митрополии Кентерберри; папский легат с 18 июня 1224; умер 14 октября 1245                                                          |
| 1218                                                   | 1235                                                   | Гильбертус                                             | Избран до 28 февраля 1218; хиротонисан после 16 июля 1219; ушёл на покой после 24 апреля 1235 |
| 1236                                                   | 1251                                                   | Брендан                                                | Избран после 6 декабря 1236; хиротонисан 17 ноября 1237; ушёл на покой 1 августа 1251; умер до 20 апреля 1252 |
| 1253                                                   | 1256                                                   | Христианус, O.P.                                       | Избран до 23 февраля 1253; хиротонисан после 17 августа 1253; умер до 20 августа 1256 |
| 1257                                                   | 1264                                                   | Филиппус                                               | Избран до 25 марта 1257; хиротонисан в 1257; умер до 4 июля 1264 |
| 1265                                                   | 1286                                                   | Иоанн                                                  | Избран до 3 марта 1265; умер до 6 июня 1286 |
| 1286                                                   | 1288                                                   | Николаус                                               | Избран после 28 июня 1286; умер 14 марта 1288 |
| 1288                                                   | 1335                                                   | Никол О Самрадэн, O.Cist.                              | Избран после 26 апреля 1288; умер в 1335 |
| 1331                                                   | 1331                                                   | Эдмунд из Кэрмартэна, O.P.                             | Назначен и хиротонисан 24 сентября 1331, но не взошёл на кафедру |
| 1335                                                   | 1347                                                   | Эйлин О Эктигихэрн                                     | Избран около 1335; хиротонисан 18 ноября 1336; умер 2 декабря 1347 |
| 1348                                                   | 1372                                                   | Джон де Валле                                          | Избран до октября 1348; взошёл на кафедру 22 октября 1348; умер до октября 1372 |
| 1372                                                   | около 1379                                             | Корнелиус О Тигернак, O.F.M.                           | Назначен 22 октября 1372; умер около 1379 |
| 1380                                                   | около 1404                                             | Уильям Булл                                            | Назначен в 1380; получил подтверждение от короля Ричарда II 14 февраля 1380; умер около 1404 |
| 1404                                                   | 1405                                                   | Николас Болл                                           | Назначен до октября 1404, но не взошёл на кафедру; переведён на кафедру Эмли 2 декабря 1405 |
| 1405                                                   | 1405                                                   | Томас О Кэллэг, O.P.                                   | Назначен до 10 марта 1405, но не взошёл на кафедру; переведён на кафедру Клонферта 11 марта 1405 |
| 1405                                                   | 1411                                                   | Джон Аттилбург, O.S.B.                                 | Назначен 10 марта 1405; хиротонисан антипапой Александром V 25 октября 1409 в оппозицию Николасу Фиц Морису; умер до января 1411; также известен как Джон Атилбурч                                                    |
| 1408                                                   | 1450                                                   | Николас Фиц Морис                                      | Назначен до 17 сентября 1408; хиротонисан антипапой Иоанном XXIII 27 января 1411; умер до апреля 1450 |
| 1450                                                   | 1451                                                   | Морис Слэк                                             | Назначен 30 января 1450; хиротонисан после 29 апреля 1450; умер до января 1452 |
| 1452                                                   | 1458                                                   | Маурициус О Конкобэр                                   | Назначен 26 января 1452; хиротонисан после 11 февраля 1452; умер до сентября 1458 |
| 1458                                                   | 1488                                                   | Джон Стэк                                              | Назначен папой Пием II 18 сентября 1458; хиротонисан около 1461; подтвержден папой Сикстом IV 15 марта 1488; умер в октябре 1488                                                                                      |
| 1461                                                   | 1475                                                   | Джон Пидж, O.P.                                        | Назначен папой Пием II 27 марта 1461; ушёл на покой 22 июня 1473; переведен на кафедру Бейрута до 1475; также был ректором в церкви святого Христофора в Лондоне с 1462 по 1483                                       |
| 1473                                                   | 1495                                                   | Филипп Стэк                                            | Назначен папой Сикстом IV 26 июня 1473, но не взошёл на кафедру; подтверждён папой Иннокентием VIII 27 октября 1488; умер до ноября 1495                                                                              |
| 1495                                                   | 1536                                                   | Джон Фиц Джеральд                                      | Назначен 20 ноября 1495; умер до мая 1536 |
| 1536                                                   | 1583                                                   | Джеймс Фиц Морис, O.Cist.                              | Назначен 15 мая 1536; номинирован папой и признан королём; в письме от 12 октября 1561 папский легат Дэвид Уолф, S.J. включает его в число приверженца Реформации; умер в 1583; известен также, как Джеймс Фиц Ричард |
| 1591                                                   | около 1600                                             | Майкл Фиц Уолтер                                       | Назначен 9 августа 1591; умер около 1600 |
| 1601                                                   | 1601                                                   | Майкл Эган                                             | Назначен апостольским викарием и администратором папским бреве от 1 декабря 1601 |
| около 1611                                             | около 1650                                             | Ричард O’Коннелл                                       | Назначен апостольским викарием около 1611 и епископом 16 сентября 1641; хиротонисан 10 июня 1643; умер около 1650; известен также, как Рикард O’Коннелл                                                               |
| 1657                                                   | 1657                                                   | Мориарти О’Брайн                                       | Назначен апостольским викарием и администратором папским бреве от 17 апреля 1657 |
| 1700                                                   | 1700                                                   | Энэс O’Лейни                                           | Назначен апостольским викарием и администратором папским бреве от 12 марта 1700 |
| 1720                                                   | 1739                                                   | Денис Мориарти                                         | Назначен 7 марта 1720; умер в феврале 1739 |
| 1739                                                   | 1743                                                   | Юджин O’Салливан                                       | Назначен 24 апреля 1739; умер 1743 |
| 1743                                                   | 1753                                                   | Уильям O’Мира                                          | Назначен в ноябре 1743; переведён на кафедру Киллало 23 февраля 1753 |
| 1753                                                   | 1774                                                   | Николас Маджетт                                        | Переведён с кафедры Киллало 23 февраля 1753; умер в августе 1774 |
| 1775                                                   | 1786                                                   | Фрэнсис Мойлэн                                         | Назначен 8 мая 1775; переведен на кафедру Корка 3 июня 1787 |
| 1787                                                   | 1797                                                   | Джерард Тихэн                                          | Назначен 19 июня 1787; умер 4 (или 5) июля 1797 |
| 1798                                                   | 1824                                                   | Чарльз Сагру                                           | Назначен 6 февраля 1798; хиротонисан 11 июня 1798; умер 29 сентября 1824 |
| 1824                                                   | 1856                                                   | Корнелиус Эган                                         | Назначен епископом-коадъютором 4 апреля и хиротонисан 25 июля 1824; взошёл на кафедру 29 сентября 1824; умер 22 июля 1856                                                                                             |
| 1856                                                   | 1877                                                   | Дэвид Мориарти                                         | Назначен епископом-коадъютором 18 февраля и хиротонисан 25 апреля 1854; взошёл на кафедру 22 июля 1856; умер 1 октября 1877                                                                                           |
| 1878                                                   | 1881                                                   | Дэниэл Маккарти                                        | Назначен 7 июня и хиротонисан 25 августа 1878; умер 23 июля 1881 |
| 1881                                                   | 1889                                                   | Эндрю Хиггинс                                          | Назначен 18 декабря 1881; хиротонисан 5 февраля 1882; умер 1 мая 1889 |
| 1889                                                   | 1904                                                   | Джон Коффи                                             | Назначен 27 августа и хиротонисан 10 ноября 1889; умер 14 апреля 1904 |
| 1904                                                   | 1917                                                   | Джон Мэнгэн                                            | Назначен 8 июля и хиротонисан 18 сентября 1904; умер 1 июля 1917 |
| 1917                                                   | 1927                                                   | Чарльз О’Салливан                                      | Назначен 10 ноября 1917; хиротонисан 27 января 1918; умер 29 января 1927 |
| 1927                                                   | 1952                                                   | Майкл О’Брайн                                          | Назначен 9 мая и хиротонисан 24 июля 1927; умер 4 октября 1952 |
| Список римско-католических ординариев Кэрри            |                                                        |                                                        | |
| 1952                                                   | 1969                                                   | Дэнис Мойнихэн                                         | Переведён с кафедры Росса; назначен епископом Керри 10 февраля 1952; ушел на покой 17 июля 1969 и умер 6 декабря 1975                                                                                                 |
| 1969                                                   | 1976                                                   | Имон Кейси                                             | Номинирован 17 июля 1969 и хиротонисан 9 ноября 1969; переведен на кафедру Галлуэя, Килмакдуга и Килфеноры 21 июля 1976                                                                                               |
| 1976                                                   | 1984                                                   | Кевин Макнамара                                        | Номинирован 22 августа 1976 и хиротонисан 7 ноября 1976; переведен на кафедру Дублина 15 ноября 1984 |
| 1985                                                   | 1994                                                   | Дэрмэд O’Сьюлибэн                                      | Номинирован 29 марта 1985 и хиротонисан 26 мая 1985; умер на кафедре 27 августа 1994 |
| 1995                                                   | 2013                                                   | Уильям Мёрфи                                           | Номинирован 17 июня 1995 и хиротонисан 10 сентября 1995; ушел на покой 2 мая 2013 |
| 2013                                                   | present                                                | Рэймонд Браун                                          | Номинирован 2 мая 2013 и хиротонисан 21 июля 2013 |
| Источники:                                             |                                                        |                                                        | |